# Guri Schanke

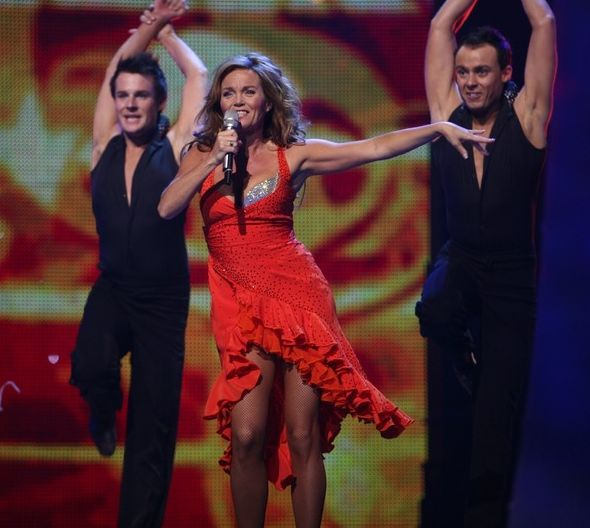
Guri Schanke beim Eurovision Song Contest 2007

Guri Schanke (Guri Annika Schanke) (* 14. Dezember 1961 in Østlandet, Norwegen) ist eine norwegische Schauspielerin, Sängerin und Tänzerin.

## Leben
Die Tochter des Schauspielers und Drehbuchschreibers Einar Schanke begann ihre Schauspielerkarriere 1982 in Oslo am Oslo Nye Teater. Seitdem ist sie in zahlreichen bekannten Musicals aufgetreten wie zum Beispiel in den norwegischen Fassungen von „Les Misérables“, „Summer in Tyrol“ und „Annie Get Your Gun“. Daneben ist sie oft im norwegischen Fernsehen zu sehen, mal in Shows, mal in Serien wie Hotel Cæsar. Ihre Tanzkünste konnte sie zuletzt 2005 als Zweitplatzierte in der norwegischen Ausgabe von Dancing with the Stars zeigen, die in Deutschland als Let's Dance von RTL ausgestrahlt wird. Zum Jahresende wird in Norwegen immer die Musicalkomödie The Spanish Fly von 1990 gesendet, die dort ähnlich wie Dinner for One in Deutschland Kultstatus genießt. Während dieser Produktion lernte sie auch Øivind Blunck kennen, den sie 1991 heiratete und mit dem sie zwei Kinder großzog.
2006 warb die Sängerin im Auftrag des Konzerns L’Oréal Garnier für eine Anti-Faltencreme.
2007 wurde sie vom Publikum auserkoren, Norwegen beim Eurovision Song Contest 2007 zu vertreten. Sie sang und tanzte das Lied Ven a bailar Conmigo im Halbfinale, schaffte den Sprung ins Finale mit Platz 18 allerdings nicht. Neben ihrer Gesangskarriere synchronisiert Schanke seit einigen Jahren vorzugsweise Walt-Disney-Filme, so zum Beispiel den Part der Pocahontas im gleichnamigen Film und die Rolle der Perdita in 101 Dalmatiner.